# Linia obrony (film)
Linia obrony (oryg. Safety) – amerykański biograficzny dramat sportowy z 2020 roku oparty na historii futbolisty amerykańskiego Raya McElrathbeya, i jego zmagań z przeciwnościami losu. Wyreżyserowany przez Reginalda Hudlina.
Film zadebiutował na Disney+ 11 grudnia 2020 roku.

## Opis fabuły
Film skupia się na Rayu McElrathbeyu, młodym mężczyźnie, który w swoim życiu osobistym mierzy się z trudnymi doświadczeniami. Jego nadzieja i wytrwałość pomagają mu w jego poszukiwaniach, przezwyciężaniu trudności i pozwalają mu grać w futbol amerykański na stypendium, gdy walczy o wychowanie i opiekę nad swoim 11-letnim bratem.

## Obsada
- Jay Reeves – Ray Ray
- Thaddeus J. Mixson – Fahmarr
- Corinne Foxx – Kaycee Stone
- Matthew Glave – Trener Tommy Bowden
- James Badge Dale – Trener Brad Simmons
- Hunter Sansone – Daniel Morelli
- Miles Burris – Keller[1]

Wersja polska:
- Damian Mirga – Ray Ray
- Tymon Krylik – Fahmarr
- Marta Wągrocka – Kaycee Stone
- Adam Bauman – Trener Tommy Bowden
- Jędrzej Hycnar – Daniel Morelli

## Produkcja
W lipcu 2019 roku ogłoszono, że reżyserem filmu będzie Reginald Hudlin, oraz że dystrybucja odbędzie się poprzez platformę Disney+. Zdjęcia rozpoczęły się we wrześniu tego samego roku w Karolinie Południowej, z Jayem Reevesem, Thaddeusem J. Mixonem, Corinne Foxx, Lukiem Tennie, Matthew Glave'em, Milesem Burrisem i Hunterem Sansone.